# Gefängnis Heidelberg

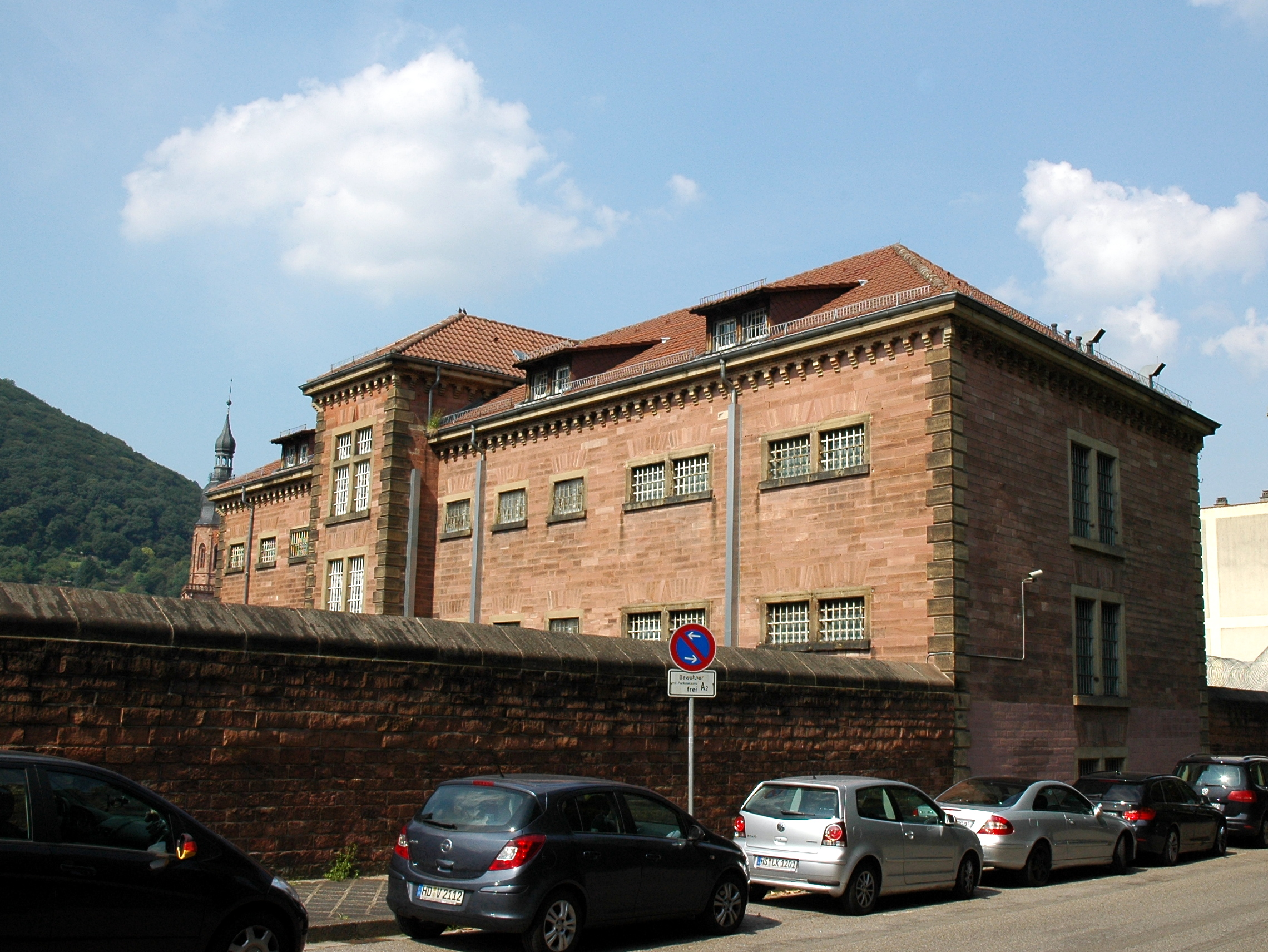
Amtsgefängnis Heidelberg, am Oberen Faulen Pelz 1 (Aufn. 2014).

Das 1847/48 erbaute Gefängnis in Heidelberg, im Volksmund auch Fauler Pelz genannt, war eine Außenstelle der JVA Mannheim. Mit Beschluss des Justizministerium Baden-Württemberg wurde der historische Gebäudekomplex im Jahr 2015 geschlossen.
Das Amtsgefängnis war zuständig für den Untersuchungshaft-Vollzug von männlichen erwachsenen Gefangenen im Landgerichtsbezirk Heidelberg und weiblichen erwachsenen Gefangenen in den Landgerichtsbezirken Mannheim, Heidelberg und Mosbach und besaß 87 Haftplätze im geschlossenen Vollzug und beschäftigte 41 Mitarbeiter. Justizminister Rainer Stickelberger hatte 2012 angekündigt, dass das kleine Heidelberger Gefängnis wegen des Alters des Gebäudes und rückläufiger Häftlingszahlen im Jahr 2015 geschlossen wird.
Das denkmalgeschützte Gebäude befindet sich in Hanglage im Süden der Heidelberger Altstadt. Das damalige Bezirksstrafgefängnis wurde 1847/48 von Ludwig Lendorff aus Buntsandstein erbaut. Der östliche Parallelbau kam 1911 dazu. Das Gebäude befindet sich im Besitz des Landes Baden-Württemberg, das ein Konzept für die Nachnutzung erarbeiten will. Am 11. September 2016, dem Tag des offenen Denkmals, konnten die Heidelberger das ehemalige Gefängnis besichtigen. Gegen Ende 2016 wurde das Gebäude vorübergehend für ein Theaterprojekt genutzt. Seit 2017 konnte das Gefängnis im Rahmen von Führungen besichtigt werden. Eine Nutzung als Museum ist mangels Fluchtwegen nicht möglich.
Interesse an einer Nutzung des Gebäudes haben auch die Universität Heidelberg und das Studierendenwerk Heidelberg geäußert.
Seit 2021 plant das Land Baden-Württemberg eine erneute Nutzung des Gefängnisses zur Unterbringung von Straftätern im Rahmen des Maßregelvollzugs, wogegen die Stadt Heidelberg klagt.
Seit August 2023 wird der Faule Pelz wieder als Gefängnis für den Maßregelvollzug genutzt. Die Nutzung ist für zwei Jahre vorgesehen. Im Februar 2024 ist dort ein 27-jähriger Häftling gestorben.